# رودني كرايغ
رودني كرايغ (بالإنجليزية: Rodney Craig)‏ هو مبارز بالسيف بريطاني، ولد في 30 أبريل 1945 في سلاو في المملكة المتحدة.

## وصلات خارجية
- رودني كرايغ على موقع أوليمبيديا (الإنجليزية)
- رودني كرايغ على موقع اللجنة الأولمبية البريطانية (الإنجليزية)